# La Pinzanera
La Pinzanera är en ort i Mexiko.   Den ligger i kommunen Tuzantla och delstaten Michoacán de Ocampo, i den södra delen av landet, 150 km väster om huvudstaden Mexico City. La Pinzanera ligger 601 meter över havet och antalet invånare är 110.
Terrängen runt La Pinzanera är huvudsakligen kuperad, men åt sydväst är den platt. La Pinzanera ligger nere i en dal. Runt La Pinzanera är det glesbefolkat, med 20 invånare per kvadratkilometer. Närmaste större samhälle är Tuzantla, 1,3 km söder om La Pinzanera. I omgivningarna runt La Pinzanera växer huvudsakligen savannskog.